# Rosa Falkenhagen
Rosa Falkenhagen (* 1993 in Berlin) ist eine deutsche Schauspielerin.

## Leben
Falkenhagen stand 2006 für die Miniserie Der Idiot das erste Mal vor der Kamera. Seit 2016 spielt sie an den Münchner Kammerspielen in verschiedenen Inszenierungen.  2019 schloss sie ihre Schauspielausbildung an der Otto-Falckenberg-Schule ab. Seit der Spielzeit 2019/2020 ist sie festes Ensemble-Mitglied im Deutschen Nationaltheater in Weimar.
Sie wurde 2018 mit dem Ensemblepreis für Schauspielschultreffen in Graz ausgezeichnet. 
Rosa Falkenhagen lebt in Weimar. Sie ist die Tochter von Florian Martens.

## Filmografie
- 2006: Der Idiot (Serie)
- 2012: Ein starkes Team: Schöner Wohnen
- 2018: Die letzten Kinder im Paradies
- 2018: Die defekte Katze
- 2021: Krauses Zukunft

## Theater
- 2019: Drei Tage auf dem Land … als Dienstmädchen Katja[4] (Deutsches Nationaltheater und Staatskapelle Weimar)
- 2019: Urfaust … als Margarethe (Deutsches Nationaltheater und Staatskapelle Weimar)